# Marcantonio Flaminio
Marcantonio Flaminio (Serravalle, 1498 - Roma, 17 de febrero de 1550) fue un poeta y humanista italiano.

## Biografía
Marco Antonio nació en el palacio de su familia en Serravalle, en el norte del Vittorio Veneto. Su padre, un maestro de escuela originario de Ímola, aunque de origen noble, tenía por sobrenombre de Flaminio y fue él quien primero instruyó al futuro humanista. En 1509 la familia marchó a Ímola con los parientes paternos. En 1514 Marcantonio fue con su padre a Roma, donde permaneció unos meses. Allí ofreció al papa León X sus eruditas Annotationum sylvae duae y conoció en la corte papal al poeta Rafaello Brandolini y a los humanistas Giovan Battista Pio y Filippo Beroaldo. Después se trasladó a Nápoles y conoció al escritor Jacopo Sannazaro. En 1515 se fue a Urbino invitado por Baldassare Castiglione; compuso en 1526 sus Lusus pastorales. En septiembre se publicó en Fano Carminum dedicado al humanista boloñés Achille Bocchi, versos latinos de inspiración amorosa y mitológica. A finales de ese mismo año, cumpliendo los deseos de su padre, se instaló en Bolonia para estudiar Filosofía. Allí tuvo a prestigiosos profesores: el ya citado Achille Bocchi, Pietro Pomponazzi, Ludovico Beccadelli, Ludovico Boccadiferro y Romolo Quirino Amaseo. Marcantonio colaboró con Achille Bocchi y el dominico Leandro Alberti en la escritura del diccionario biográfico de oradores dominicos, De viris illustribus Ordinis praedicatorum (Bolonia, 1517), en concreto redactando el artículo sobre el beato Mauricio de Hungría y otros.
En 1519 Marcantonio se trasladó a Padua para estudiar filosofía aristotélica con Marcantonio de' Passeri. En Padua vivió con Stefano Sauli y conoció a Pietro Bembo, al humanista belga Christophe de Longueil, más conocido como Cristoforo Longolio, e incluso al futuro cardenal inglés Reginald Pole, que llegó a Padua en 1521. Probablemente en este año apareció en Bolonia su Compendio de la volgare grammatica o "Compendio de la gramática vernácula", epítome o resumen de las Regole grammaticali della volgar lingua o "Reglas gramaticales de la lengua vulgar" de Giovanni Francesco Fortunio.
En 1521 Flaminio y Stefano Sauli estaban en Génova, donde, con Giulio Camillo y Sebastiano Delio formaron una animada academia literaria; pero ya al año siguiente estuvo en Roma, probablemente en busca de la protección de Gian Matteo Giberti, a la sazón obispo de Verona. En Mantua fue invitado por Baltasar de Castiglione para revisar su manuscrito de El Cortesano. En 1526 ya había completado, en su Serravalle natal, sus Lusus pastorales.
Desde 1528 se estableció en Verona en seguimiento del obispo Giberti y participó en su reforma del clero diocesano; desde entonces apenas pudo salir de la ciudad, aunque en 1530 fue testigo de la coronación del emperador Carlos V en Bolonia por parte del papa Clemente VII. Su solicitud de unirse a la congregación de Teatinos fue rechazada en 1533 por el fundador Gian Pietro Carafa. En 1536 murió su padre, con que Flaminio tuvo que marchar a Bolonia, desde donde se dirigió a Roma, donde su amigo Reginald Pole iba a recibir el capelo cardenalicio del papa Pablo III.
Publicó en Venecia (1536) una importante paráfrasis en doce libros de la Metafísica de Aristóteles (Paraphrasis in duodecimum Aristotelis librum de prima philosophia) contribuyendo al renacer de los estudios filosóficos del XVI, y expresó su deseo de que pudiesen congraciarse filosofía aristotélica y teología. En 1538 apareció su traducción parafrástica, muy literal, de treinta y dos salmos (Paraphrasis in duo et triginta psalmos). Por entonces había empezado a leer libros prohibidos y se encontraba próximo a las doctrinas evangélicas protestantes, de forma que el obispo Giberti le retiró su protección en 1538. En efecto, en 1540 marchó a Nápoles y allí fue asiduo asistente del círculo de spirituali o  alumbrados evangélicos que, protegido por Giulia Gonzaga, había formado el erasmista español Juan de Valdés. Allí participó activamente con Gasparo Contarini, Girolamo Seripando, Tullio Crispolti y Tommaso de' Giusti en el debate sobre la predestinación que la Reforma luterana y calvinista había puesto sobre el tapete, junto a los problemas relativos a la existencia y límites del libre albedrío, la gracia, la justificación por la fe y la relativa importancia de las obras para la salvación.
Al fallecer Juan de Valdés en 1541 sus seguidores se dispersaron y abandonaron Nápoles, incluido Marcantonio Flaminio, destinado a jugar un papel destacado en la interpretación y difusión del pensamiento y escritos valdesianos y en la redacción de nuevos textos para este círculo de alumbrados. Flaminio y Carnesecchi trabaron conocimiento de las obras de Calvino y parte de este grupo de disidentes espirituales se reconstituyó en Viterbo en casa del cardenal Reginald Pole, formando la que se llamó "Viterbiensis Ecclesia".
En este período Giulia Gonzaga le envió desde Nápoles algunas obras de Juan de Valdés para que las tradujera y publicara y el 4 de enero de 1542 le invitó una vez más en una carta a traducir y publicar sus propios escritos, lo que Flaminio rechazó recordando su "escasa suficiencia en letras mundanas" y que el propio maestro había instado a no prodigarse escribiendo cosas propìas, sino las de Cristo, si bien accedió a comentar diversos pasajes de los Evangelios de Mateo y Juan y además compuso sus Meditationi et orationi sobre la Epístola de San Pablo a los Romanos. Es más, revisó el manuscrito de Beneficio di Christo ("El Beneficio de Cristo") del benedictino Fra Benedetto Fontanini de Mantua, texto religioso de gran éxito en el siglo XVI que expresaba las ideas de la Reforma Protestante y fue puesto en el Index librorum prohibitorum de la Iglesia Católica; Marcantonio Flaminio lo adornó y pulió con su estilo y añadió bastante más. La revisión se completó en el verano de 1542 y discretamente comenzó a circular esta versión entre amigos y socios del grupo de Viterbo; se trata, sin duda alguna, del más célebre tratado religioso del Cinquecento italiano, y fue impreso en Venecia por Bernardino de' Bindoni en 1541. Acompañó al cardenal Pole al concilio de Trento entre los años 1545 y 1546 y volvió a Roma, donde murió en 1550. En sus últimos momentos de vida fue interrogado sobre su ortodoxia por Gian Pietro Carafa, quien, ya papa, tuvo ocasión de pronunciarse contra su recuerdo en una célebre conversación con el embajador veneciano Bernardo Navagero el 23 de noviembre de 1557, en la que lo señaló como uno de los máximos exponentes, junto con el cardenal inglés Reginald Pole y Giovanni Girolamo Morone, de la scola maledetta o "escuela maldita" que había traído Juan de Valdés, infectaba la Iglesia en su interior y debía ser destruida cuanto antes. Presumiblemente, corresponde al humanista Marcantonio Flaminio un retrato de Sebastiano del Piombo, ya que estaban relacionados por estrechos lazos de amistad.

## Obra

Paraphrasis in duodecimum Aristotelis librum, 1536

### En latín
- Annotationum Sylvae duae, 1514
- Carminum libellus, 1515
- Compendio de la volgare grammatica, 1521
- Lusus pastorales, 1526
- Paraphrasis in duodecimum Aristotelis librum de prima philosophia, 1536
- Paraphrasis in duo et triginta psalmos, 1538
- In librum Psalmorum brevis explanatio, Venetiis 1545
- Paraphrasis in triginta Psalmos versibus scripta, Venetiis 1545
- Carmina libri duo, Lione 1548
- De rebus divinis carmina, 1551

### En italiano
- Compendio de gramática vulgar
- Meditationi et orationi formate sopra l'epistola di san Paolo a Romani, 1542
- Trattato utilissimo del beneficio di Giesù Christo crocifisso verso i Cristiani, 1543
- Della giustificazione, in «Modo che si dee tenere ne l'insegnare et predicare il principio della religione christiana», Roma 1545
- Della medesima giustificatione, in «Modo che si dee ... », Roma 1545
- Che la vita eterna è dono di Dio per Iesu Christo nostro signore, in «Modo che si dee ... », Roma 1545.